# Clássico do Povo
Clássico do Povo ou Clássico das Multidões é o clássico confronto de futebol entre o Esporte Clube Ypiranga e o Esporte Clube Bahia, clubes brasileiros de futebol de Salvador. O nome se deu devido aos dois times soteropolitanos terem um grande número de torcedores e serem bastante populares. A primeira edição do clássico também foi a partida oficial do Bahia, ocorrida em 1 de março de 1931 pelo Torneio Início da Bahia e finalizada com a vitória do então clube iniciante por 2 a 0. Entre as décadas de 1940 e de 1980, opôs os dois clubes com mais títulos do Campeonato Baiano de Futebol Masculino.